# 八幡神社 (羽生市加羽ケ崎)
八幡神社（はちまんじんじゃ）は、埼玉県羽生市の神社。

## 歴史
創建年代は不明である。ただ村の開発と同時期に創建されたものと推測される。「宝光院」が別当寺であった。
1873年（明治6年）、近代社格制度に基づく「村社」に列せられ、1884年（明治17年）に「稲荷社」が合祀された。現在は当社の本殿と稲荷社の社殿が覆屋の中で一緒に祀られている。
当社の八幡神は相撲が嫌いで、境内で相撲をするとけが人が出ると言われている。その代わり万作踊りや芝居が好きとされた。万作踊りは大正まで、芝居興行は戦前まで行われていた。
当地では神葬祭を行う家が多い。これは当地を所領としていた陸奥国泉藩の藩主本多氏に由来する。藩主はある日、僧侶と碁を打っていたが、一本取られたため「待った」と制止したが、僧は「待てぬ」といったため、藩主は激怒して碁盤をひっくり返し、その僧侶が属する宗派の寺を全て廃寺にしていったという。

## 交通アクセス
- 南羽生駅より徒歩24分。